# Slaget vid Kolín

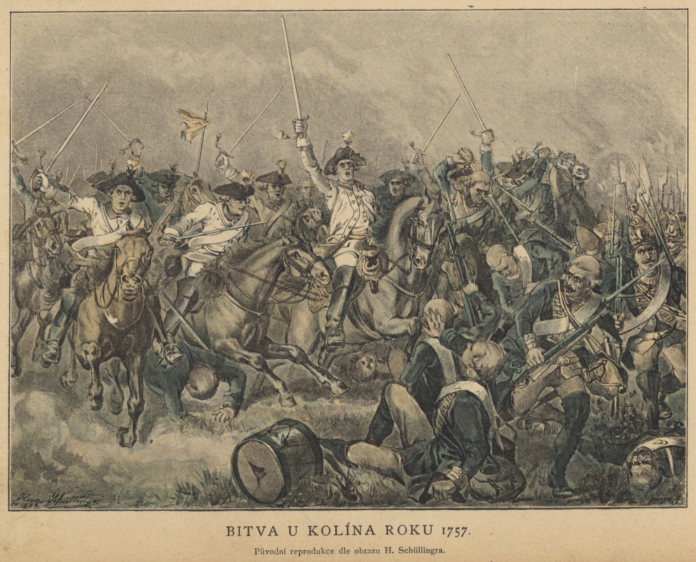
Teckning från 1893

Slaget vid Kolín var ett slag utanför Kolín 18 juni 1757 under sjuårskriget mellan 33.000 preussiska soldat under befäl av Fredrik II av Preussen och 54.000 man österrikiska trupper under befäl av Leopold Joseph von Daun.
Fredrik II försökte sin vana trogen förena största möjliga styrka på den ena flygeln (den vänstra), under det att den andra hölls tillbaka. Trots betydande preussiska framgångar kunde österrikarnas motstånd inte brytas, vartill bidrog att preussiska centern mot kungens vilja i förtid invecklats i strid. Slaget blev ett svårt nederlag för Fredrik, som tvingades ge upp sin belägring av Prag och utrymma Böhmen.